# Latvijas Badmintona Federācija
Die Latvijas Badmintona Federācija ist die oberste nationale administrative Organisation in der Sportart Badminton in Lettland. Der Verband wurde im Jahr 1993 offiziell als eingetragener Verein gegründet.

## Geschichte
Die Organisation richtet seit 1964 die nationalen Meisterschaften aus – also bereits vor der Gründung des heutigen eingetragenen Vereins. Kurz nach seiner Gründung wurde der Verband 1993 Mitglied in der Badminton World Federation, damals als International Badminton Federation bekannt, und im kontinentalen Dachverband Badminton Europe, zu der Zeit noch als European Badminton Union firmierend. Seit 2001 ist sie zudem an der Ausrichtung des internationalen Turniers „Latvia International“ beteiligt.

## Bedeutende Veranstaltungen, Turniere und Ligen
- Latvia International
- Lettische Meisterschaft
- Lettische Mannschaftsmeisterschaft
- Lettische Juniorenmeisterschaft

## Bedeutende Persönlichkeiten
- Gunars Lusveris – ehemaliger Präsident